# Thisanotia
Genre
Thisanotia est un genre d'insectes de l'ordre des lépidoptères (papillons) de la famille des Crambidae.

## Espèces
- Thisanotia albiplaga
- Thisanotia campea
- Thisanotia campella
- Thisanotia chrysonuchella
- Thisanotia dilutalis
- Thisanotia obscura
- Thisanotia pallida
- Thisanotia rorella